# اویا گرمن
اویا گرمن (انگلیسی: Oya Germen؛ زادهٔ ۱۱ سپتامبر ۱۹۵۳) هنرمند، مجری تلویزیون، ستون‌نویس است.